# 埃爾阿托 (瓜拉雷區)
埃爾阿托（西班牙語：El Hato），是巴拿馬的城鎮，位於該國中南部，由洛斯桑托斯省的瓜拉雷區負責管轄，面積24平方公里，海拔高度121米，2010年人口374，人口密度每平方公里15.6人。